# Homidiana strandi
Homidiana strandi is een vlinder uit de familie van de Sematuridae. De wetenschappelijke naam van de soort is voor het eerst geldig gepubliceerd in 1916 door Pfeiffer.